# トレンド
トレンド（英語：trend）は、時代の趨勢、潮流、流行のこと。ファッション、マーケティング、経済動向分析などの分野でよく使用される。統計学では、傾向変動を指す（#統計学用語）。
基本的に状態を示す言葉であるが、流行中という意味でも使われる。
日本では、1980年代のバブル期（1985年頃から1993年頃）に「トレンド」という言葉がもてはやされた。経済紙/誌上のトレンド分析、トレンディドラマ、月9、トレンディ俳優といった言葉が生まれた。
個々の流行の意味でも使われるが、長期的に見て人々が求めるものや、時代の要請を探り、次の計画や企画に生かそうといった趣旨で使われることも多い。
トレンドはまた、流行の上位概念とも言える。たとえば自動車のトレンドが流線型である場合、流線型の範囲でしかデザインされない。また、子供衣料のトレンドがハーフパンツである場合、ハーフパンツの範囲でしかデザインされない。

## トレンドの歴史
トレンドは、家内生産、自給自足の生活、ほとんどの日用品を家庭内で生産した生活様式から、大量生産と消費という生活様式の変化にともない出現した。
18世紀から19世紀にかけてのアメリカは、大半の生活物資の供給源は家庭内という生活様式で、家庭が生産活動と社交の場を担った。19世紀に入り、産業資本が生産する生活物資・日用品を広い地域に渡って存在する生活圏へ供給する単独行動の行商人という職業が生まれ、行商人は、未知の「物」に対するイメージを提供し欲望を駆り立てる役回りを果たし、近代的な広告や宣伝活動の先駆者となった。19世紀の半ば、田舎や小都市に雑貨屋が生まれ、工業都市が生む製品・商品やイメージを、定常的に地域へ供給する役回りを担うことになった。エルマー・ホィーラーのセールスマン心得第一条は、「ステーキではなく、ステーキの焼ける音を売れ！」である。キャンベルのスープ、ハインツのケチャップ、ヘッカーの小麦粉、カーネーションのミルクといった商標やブランド銘が憧れの的となった。これらのイメージは同時代のヨーロッパにも流れ、「豊かさ」を求めて、東欧や南イタリアから2300万人以上の人がアメリカへ移民として渡った。
次いで資本主義産業は大量流通システムを確立する。その最初期のスタイルはメールオーダー・マーチャンダイジングで、方々の地域に広く存在・点在する地域の生活者、大勢の固定客を対象とする移動市場として働き、資本による大量生産品の捌け口として機能した。モンゴメリー・ウォードやリチャード・シアーズは商品を大量に仕入れ遠隔地から商品の注文を受注するために、「刺激と魅力にみちた絵本－カタログ」を配布した。カタログは、「消費への胸おどるような幻想」をふりまいた。地域の固定客を相手とするメールオーダー・マーチャンダイジングに次いで、19世紀半ば、移民や移住者、仕事においてだけ都市へ移動する賃金労働者、都市の移動客を相手とするデパートが登場した。
産業資本による大量生産と大量流通のシステムの確立は、20世紀初頭、経済社会における人々の関係を、相互信頼と物々交換の関係から、独立した配布者と物資の消費者の関係に変化させた。以前は家庭が生産活動と社交の場だったのが、仕事と家庭を完全に分かれさせ、大量生産と大量消費を2本の柱とする社会（関係）が生まれた。大量生産と大量消費・賃金制労働という生活観が、家内生産と自給自足の生活観にとってかわった。近代消費社会が登場した。
近代消費社会は、それ以前には貴族以外の人々には縁の無かった豪奢な生活・富裕な生活を、大衆に、少なくとも美しいイメージだけは、広く供給することになった。それは特権を持つ者にだけ提供されるものではなく、民主主義の証明という側面を持った。既製服は、19世紀末、1着1着仕立職人に服を作らせる余裕がなく、かつ自分で着る服を作る環境（家庭）を持たない人向けに登場した。港湾に面した通りに既製服を作る店が存在した。次いで1830年代に資本産業による移動労働者向けのデニムのズボンやオーバーオールの生産が始まり、1860年代までに不特定多数に衣服を供給する「アメリカ独特の慣例として定着」し、南北戦争で軍隊の制服として採用されたことにより採寸とサイズの等級が確立、1850年代に紳士用スーツとして、1880年代までには婦人服の生産と流通のシステムも確立した。1840年代初期、アメリカでドイツ移民が多色刷り（クロモリトグラフ）を制作し始め、それまでのヨーロッパで貴族にとっての富の象徴だった油絵の独占に代わる、イメージの大量生産が行われるようになった。その変化のなかでは、たとえばエドウィン・ゴッドキンが「鑑賞能力のない人々」へ絵画を行き渡らせる「多色刷り文化」を批判したように、文化は特権階級・エリートのものであると考える人たちと、広くふりまかれるイメージによって安価な品物を大量消費し始めた大衆との間で葛藤があった。
家内生産・家内労働から1日9時間働く賃金労働制に移った社会では、資本産業が提供するマス・ファッションがふりまくイメージに若者が敏感に反応するようになり、1922年には、30歳以下の年代層が服飾市場の主力となった。家内生産と自給自足の「慣習社会では年長者が若者に物事を教える立場にあったが」、大量生産と賃金労働制の「消費社会においてはこの関係が逆転し、年長者が若者に教えを乞うようになった」。多彩な商品が陳列され、万人が手軽に買い求めていくようになった結果生まれた服飾状況を見て、たとえばポール・ポワレは画一的であると批判し、たとえばポール・ナイストロームは可能性を秘めていると擁護した。
アメリカ消費社会では、消費することがモラルと慣習であり、アメリカ消費社会の論理では市民の第一の義務は良き消費者になることであった。いっぽう、産業資本に求められる能力は、「一般大衆の欲望の泉を掘りさげる」ことであり、衣服業界は、この能力を実証し続けた。ファッションの商品企画者たちは消費パターンを掴もうとし、テスト販売をし、フィールド調査をし、過去の売れ行きデータを分析し、顧客コントロールを試みた。1950年代にはレジャーと自由、郊外の持ち家、家庭サービス、毎日違うコーディネートとアクセサリで通学する郊外族の家庭の女の子といったイメージを提供して売り込み、1960年代、画一性に反発しアメリカを「情熱と同情の盗人」「個性と自由の奪い手」と歌ったビートニック、ロックンロール、人種差別への反発や植民地だった地域の人々の声がデニムのパンツ、アフロ・ヘアー、ダシキ、といったカウンターカルチャーを湧き起こすと、1970年代にはこれらの形を商品のラインナップとして取り込み、Tシャツ、ブルージーンズ、ペザント、ジプシー・ルック、ホモ・カルチャーの衣装などを、あらゆる選択の1つとした。
「イメージは商品の大量生産を生み出す原動力となり」「消費と浪費は、継続的な欲求不満のサイクルに支えられ、社会的な善に高められる」。その状況は、アメリカニゼーション（アメリカ化）としてアメリカ以外にも広まり、今日に至るまで、「20世紀後半のアメリカの状況からこのかた、人々はこれ以外の存在方法を知らない」状況となっている。
アメリカ消費文化の基本パターンである「豊かな外観を模倣しつつさまざまな価格ラインで生産されるマス・ファッション」は、1950年代、第二次世界大戦後のアメリカの栄光の時代、イメージの民主主義とともにアメリカン・ウェイ・オブ・ライフとして資本主義世界に浸透し、共産主義と資本主義が対峙する冷戦時代においては、自動車や電化製品とともに、豊かな資本主義と退屈な共産主義という構図で民主主義・資本主義・西側陣営の証明という役回りも果たした。
1960年代の米国では、ファッション雑誌が消費者の後追いをする現象が現れた。日本で同様の現象が発生したのは、バブル崩壊以降の1990年代と考えられる。子供が若者文化を採用するようになり、黄色い通学帽や、半ズボン・ハイソックスに象徴される「規格化された子供らしさ」は否定されるようになった。

## 関連語
トレンドセッター
感性豊かで時代の趨勢をいち早く見抜き、一般に流行する前に取り入れる人々のこと。
トレンドキラー
周りで流行し、評判になってから、テレビ・雑誌報道などでようやく知った人々。流行に疎いおじさん、おばさんでも知っている、という段階になると、もはや流行としては陳腐化している状態になっている。

## 統計学用語
統計学では、時系列データの長期的な趨勢（すうせい）である傾向変動を指す。通常は、直線または滑らかな曲線で示される。例えば、需要データが季節による変動を繰り返しながら徐々に増加している場合、途中に短期的な減少があっても、トレンド（傾向変動）は増加しているという。